# Bundesverband Deutscher Kraftdreikämpfer
Der Bundesverband Deutscher Kraftdreikämpfer e. V. (BVDK) ist die deutsche Fachorganisation für den Kraftdreikampf (Powerlifting). Der Kraftdreikampf besteht aus den Disziplinen Kniebeuge, Bankdrücken und Kreuzheben, die mit einer Hantelstange mit Gewichtheben ausgeführt werden. Der Verband hat seinen Sitz in Dresden.

## Geschichte
Den Kraftdreikampf gibt es seit dem Jahr 1962 in Deutschland. In diesem Jahr wurden die ersten Meisterschaften in dieser Sportart in Deutschland durchgeführt.
Während die International Powerlifting Federation (IPF) dank der weltweit wachsenden Popularität der Sportart im Jahr 1971 in den USA gegründet wurde, war der Sport bis 1975 in Deutschland nicht organisiert. Meisterschaften wurden hauptsächlich in Bayern durchgeführt. Dort befindet sich eine Hochburg des Sports.
Der Bayerische Gewichtheberverband (BGV) nahm im Jahr 1976 den Kraftdreikampf als Sportart auf. Im selben Jahr wurde der Bayerische Gewichtheberverband Mitglied im IPF.
Der Bundesverband Deutscher Gewichtheber (BVDG) nahm den Kraftdreikampf 1981 als zweite Sportart neben dem olympischen Gewichtheben auf. Der BVDG repräsentiert die Sportart auch international.
Seit Anfang der 1980er Jahre gibt es auch Wettbewerbe für Frauen.
Im Jahr 1990 schlossen sich die ost- und westdeutschen Kraftdreikampfvereinigungen zusammen. Der Bundesverband Deutscher Kraftdreikämpfer kam im Jahr 2000 hinzu. Er ist Mitglied im Deutschen Olympischen Sportbund (DOSB).

## Organisation
Der Bundesverband Deutscher Kraftdreikämpfer ist in Baden-Württemberg (15 Vereine, 1045 Vereinsmitglieder), Bayern (42 Vereine, 6832 Vereinsmitglieder), Berlin (5 Vereine, 490 Vereinsmitglieder), Brandenburg (15 Vereine, 660 Vereinsmitglieder), Hessen (14 Vereine, 1978 Vereinsmitglieder), Mecklenburg-Vorpommern (11 Vereine, 128 Vereinsmitglieder), Niedersachsen (14 Vereine, 5313 Vereinsmitglieder), Nordrhein-Westfalen (18 Vereine, 509 Vereinsmitglieder), Rheinland-Pfalz (5 Vereine, 265 Vereinsmitglieder), Saarland (2 Vereine, 5 Vereinsmitglieder), Sachsen (22 Vereine, 795 Vereinsmitglieder), Sachsen-Anhalt (14 Vereine, 522 Vereinsmitglieder), Schleswig-Holstein (2 Vereine, 30 Mitglieder) und Thüringen (22 Vereine, 1196 Vereinsmitglieder) vertreten (Stand 2014).
Der Bundesverband führt deutsche Meisterschaften für alle Altersklassen durch. Lehrgänge und Länderpokale kommen hinzu.

## Dopingkontrollen
Der Verband führt nach eigenen Angaben jährlich rund 120 Dopingkontrollen auf Landesmeisterschaften und deutschen Meisterschaften durch. Die Kaderathleten sind im Trainingskontrollsystem der NADA eingebunden.